# 加賀一向一揆

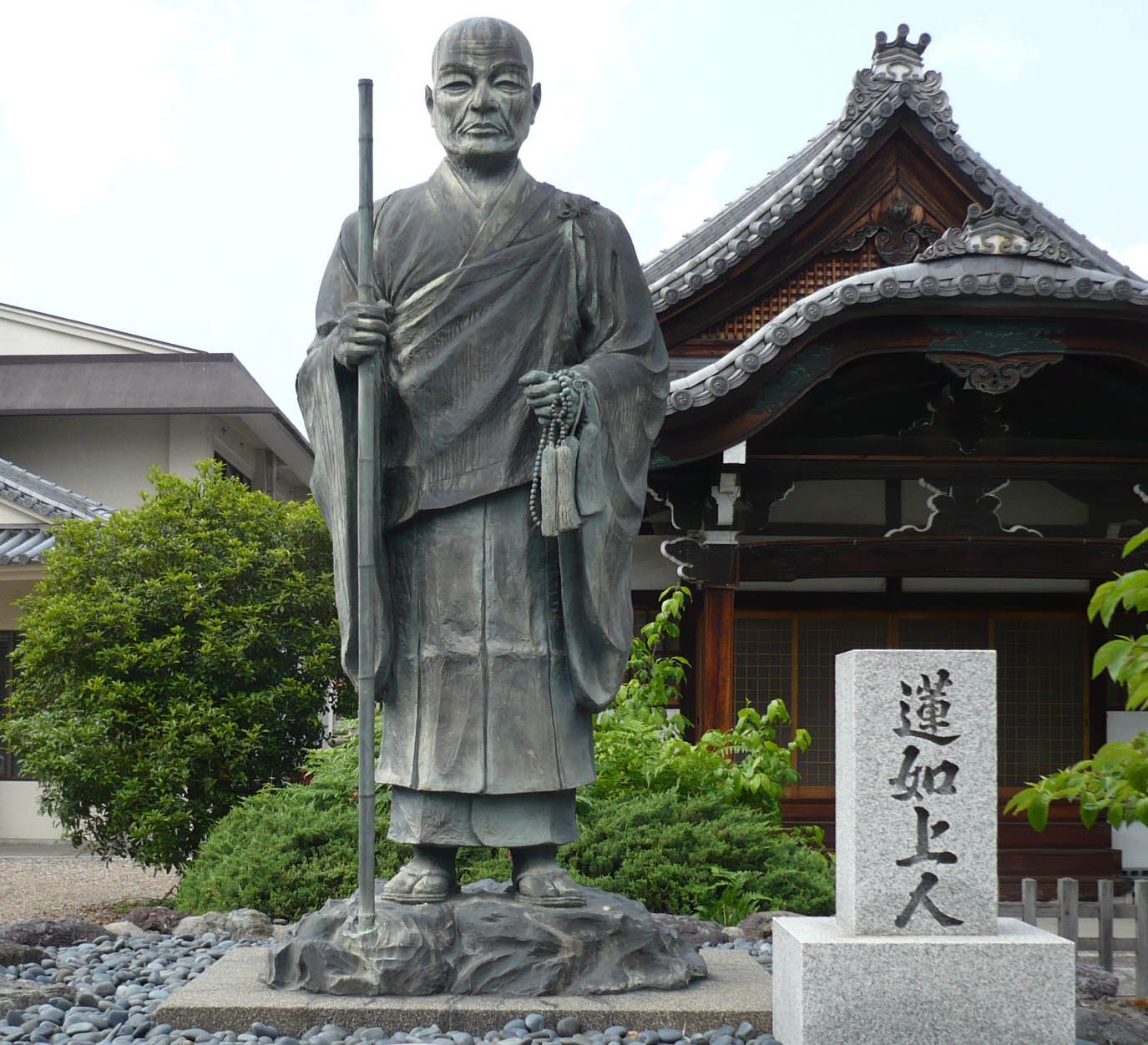
蓮如上人銅像

加賀一向一揆（かがいっこういっき）是長享2年（1488年）～天正8年（1580年），以加賀的本願寺門徒為中心的一向一揆・國一揆。

## 概要
文明6年（1474年）～文明7年（1475年）之間，蓮如停留在吉崎御坊（福井縣蘆原市）。蓮如以親鸞以來的血脈相承為根據，漸次統合北陸的淨土系諸門。文明5年（1473年），受富樫政親的要請，介入守護家的內爭，翌年打倒富樫幸千代。但是，政親反而對本願寺門徒的勢力感到不安。文明7年，開始彈壓門徒，蓮如退出吉崎御坊，加賀門徒被政親追放，逃往越中。
之後，政親又和越中礪波郡的石黑光義連手門徒彈壓，文明13年（1481年），越中發生一揆，光義戰死（越中一向一揆）。長享元年（1487年），政親為了取得幕府承認其支配加賀一國，參加9代將軍足利義尚遠征六角高賴（鈎之陣），伴隨著戰費增加，國人眾反彈，最後國人眾和從越中返回的門徒連手舉兵。長享2年（1488年），一揆擁立富樫泰高為守護，政親在高尾城兵敗自殺（長享一揆）。足利義尚計畫討伐一向一揆，但是，因為細川政元反對和義尚之死，討伐一向一揆和遠征六角高賴中止。以後，加賀支配權逐漸由國人眾轉移至作為宗主代理的一門眾（松岡寺住持蓮綱・光教寺住持蓮誓・本泉寺住持蓮悟）。
但是，永正3年（1506年），周邊諸國鎮壓一向一揆的九頭龍川之戰・般若野之戰以降，一門眾的統治開始動搖。接著本願寺中央也準備抑制一門眾，享祿4年（1531年），本願寺中央和一門眾的內爭導致大小一揆，許多一門眾和同盟的國人眾被肅清。天文15年（1546年），尾山御坊（金澤御堂）完成，一向一揆以此為據點擴大至北陸全體，並和朝倉氏、上杉謙信，以及之後的織田信長對立。元龜3年（1572年），一揆和上杉軍衝突，在尻垂坂之戰大敗，一揆的勢力逐漸衰退。石山本願寺投降，之後尾山御坊被柴田勝家、佐久間盛政等人攻下，加賀一向一揆正式宣告滅亡。

## 與織田家之戰
織田信長在天正3年（1575年）平定越前一向一揆的同時，讓稻葉一鐵父子跟明智光秀、羽柴秀吉、細川藤孝、簗田廣正趁機追殺一揆眾敗兵攻入加賀國，拿下能美、江沼兩郡，並將加賀的檜屋城跟大聖寺城則交給簗田廣正、佐佐長穐跟堀江景忠父子鎮守。
在織田家大舉平定越前一向一揆，而上杉謙信也擊破越中一向一揆後，本願寺顯如開始跟上杉謙信接觸進行和談，並由將軍足利義昭跟毛利家出面，在天正4年（1576年）6月11日起跟上杉謙信開始促成毛利家、一向一揆、武田家跟上杉家共同對抗織田信長的同盟。加賀一揆內部也出現僧官七里賴周攻擊松任城主鏑木賴信遭到其他一揆首領彈劾的狀況。
天正4年（1576年）9月時，加賀一向一揆企圖反攻織田家而出兵攻擊大聖寺城，簗田廣正領兵至敷地山迎戰，順利擊潰一向一揆眾，殺死3百人，簗田廣正隨後轉往天神山放火，跟一向一揆的富樫六郎左衛門等人交戰，簗田廣正趁勝追擊，再度擊破一向一揆眾，討取260多人，並斬殺富樫六郎左衛門，林新六郎、舟田又吉、小黑源太等人。
在簗田廣正的攻擊下，一向一揆眾被迫轉往御幸塚建砦防備，簗田廣正隨後追去卻接陣不利而敗退，簗田廣正率軍撤回天神山建砦防備，而白山一帶又有一向一揆眾趕來支援，雙方包發激烈衝突，日以繼夜交戰，使簗田廣正率領的織田軍兵士疲憊不堪，天神山砦終被一向一揆攻陷，簗田廣正退往大聖寺城防備。簗田廣正見戰局不利，隨即遣使向織田信長求援，織田信長便派遣柴田勝家跟佐久間盛政北上救援，順利擊退一向一揆並奪回天神山砦，潰敗的一向一揆眾便以御幸塚砦為據點防備，佐久間盛政持續進攻御幸塚砦，但一向一揆防備甚嚴，一時間沒法攻陷。
隨軍出戰的德山則秀便用計買通城內將領中的內山四郎左衛門跟林七助，當佐久間盛政再度攻城時，內山四郎左衛門跟林七助開門迎入織田軍，佐久間盛政順利攻陷御幸塚砦，佐久間盛政在戰後讓德山則秀鎮守御幸塚，領兵追擊一向一揆的殘黨，接連拿下小松城、松任城，一向一揆則反向攻打御幸塚，德山則秀不敵下棄城敗退，佐久間盛政及時回援再度擊破一向一揆眾，追殺至手取川一帶，斬殺6百人。在御山、奧江一帶的一向一揆試圖向佐久間盛政請降，卻不被佐久間盛政允許，全數遭到消滅。
織田軍在加賀擴張同時，本願寺顯如也派遣僧官下間賴純在11月中旬北上加賀協調平定內鬨，與上杉謙信成功議和，上杉謙信也在當月下旬出兵能登國，並在天正5年（1577年）閏7月包圍能登七尾城，田山家臣長連龍遂前往安土城向織田信長求援。
織田信長便在同年8月8日時派遣柴田勝家為大將，率領瀧川一益、羽柴秀吉、丹羽長秀、齋藤長龍、氏家直通、安藤守就、稻葉一鐵、不破光治、前田利家、佐佐成政、原長賴、金森長近與若狹眾北上加賀國，並在小松村、本折村、安宅村、富樫一帶放火。為防備織田軍的救援，上杉謙信也在8月9日去信加賀一向一揆的首領七里賴周，要求他們增築御幸塚砦牽制織田軍。
上杉謙信後在9月15日攻陷能登七尾城，織田軍中獲知此事後，羽柴秀吉認為久戰不利便率先回歸，結果引起織田信長的責難。隨後攻入加賀攻陷屬於織田方的松任城，而尚滯留加賀的柴田勝家等人趁機先搶收加賀國的糧草，御幸塚砦安排佐久間盛政進入，織田軍也對大聖寺城進行增築，並由柴田勝家入駐，大軍在10月3日撤離北陸。
天正7年（1579年）5月時一向一揆眾趁著柴田勝家攜柴田勝豐前往安土城參見織田信長時蜂起，由於柴田勝豐還遠去播磨跟羽柴秀吉見面，一向一揆眾伺機攻打柴田勝豐位於加賀、越前邊境一帶的丸岡城，當時留守北之莊城的柴田勝政雖素來跟柴田勝豐不睦，仍率兵前去救援，由於時值梅雨季，河水暴漲，其家臣勸他待水勢稍緩在渡河救援，但柴田勝政堅持迎戰，更親自策馬渡水，使一向一揆眾以為是織田信長親自來援而後撤，柴田勝政趁機跟丸岡城兵裡應外合擊破一向一揆，擒抓5百人，一向一揆眾潰散。柴田勝家後於8月時再次攻入加賀，在阿多賀、本折、小松町口一帶放火，柴田軍也伺機收割了周邊田畝中的糧草才回歸越前。
天正8年（1580年）2月，加賀一向宗將領鈴木義明跟本誓寺聽聞柴田勝家將出兵加賀，僧俗兩方為防範織田家來襲互通信息。就在本願寺顯如在當年閏3月提出跟織田信長和談之際，柴田勝家也在同月9日率領佐久間盛政、柴田勝政、德山則秀、拜鄉家嘉領兵1萬5千人，越過添川、手取川以佐久間盛政為先鋒侵入加賀一向一揆的勢力範圍。柴田軍先進入御幸塚砦後，佐久間盛政跟柴田勝政分山線、海線兩路進發，沿路對民舍、寺院放火，兩路人馬在宮腰會合後布陣後於各方放火，佐久間盛政攻往一揆方的弘願寺，織田軍抵至弘願寺門前，弘願寺住持棄寺逃往能登國。
一向一揆眾隨後在野市一帶沿河川進行防備，柴田勝家發兵追來後一舉攻破一向一揆眾，斬殺諸多一向一揆眾，柴田勝政聚集來百艘船隻的兵糧，分散追擊各方一向一揆，柴田軍越過安養寺周邊進軍勢，在加賀、能登兩國邊境的山谷放火，隨後佐久間盛政跟柴田勝政兩軍夾擊一揆方的光德寺，光德寺的僧兵乞降後，交出寺廟逃往能登。佐久間盛政待與諸將會合後，方進攻尾山御坊，但一向一揆眾固守之志甚堅，所以柴田勝家、佐久間盛政接受柴田勝政的勸諫，用織田、本願寺和談之事用計勸降城兵。
柴田勝家圍攻尾山御坊同時，織田軍也分散攻入越中、能登，受織田信長之命進擊能登的長連龍也在飯山起兵呼應，同時兵鋒指向能登國末森城，將之攻落後，城主土肥親真投降織田家。當年4月，織田信長派遣木下祐久、魚住隼人出使加賀，穫得柴田勝家回稟捷報後，織田信長也欣喜地贈馬給木下祐久、魚住隼人。

## 關連項目
- 十村制
- 高尾城 (加賀國)
- 山科本願寺
- 享祿・天文之亂